# Klaas Broekens
Klaas Foeke (Klaas) Broekens (Oudendijk, 30 juli 1926 - Gouda, 24 november 2012) was een Nederlandse burgemeester. Hij was lid van de PvdA.
Drs. Broekens begon zijn loopbaan als burgemeester in augustus 1968 toen hij werd benoemd tot burgemeester van Zaltbommel. Daarvoor was hij werkzaam als directeur van de stichting Streekoverleg Oostelijk Gelderland. Per 16 november 1973 volgde zijn benoeming tot burgemeester van Tiel. Na een herindeling werd hij in 1977 burgemeester van de nieuwe en vergrote gemeente Tiel. In 1981 volgde hij Christiaan van Hofwegen op als burgemeester van Gouda. Broekens beëindigde per 1 december 1989 zijn loopbaan als burgemeester toen hij gebruik maakte van de regeling voor vervroegde pensionering.
Broekens was onder meer voorzitter van de Coornhertstichting; hij werd per 1 januari 1997 als voorzitter van deze stichting opgevolgd door de oud-minister van Justitie Aad Kosto.
- International Standard Name Identifier: 0000 0003 9331 9477
- Nederlandse Thesaurus van Auteursnamen: 071482741
- Virtual International Authority File: 287548374
- WorldCat: E39PBJf4fh8Rg3Gjw43Ch3cpT3